# IC 3623
IC 3623 ist eine elliptische Galaxie vom Hubble-Typ E2? im Sternbild Coma Berenices am Nordsternhimmel. Sie ist schätzungsweise 315 Millionen Lichtjahre von der Milchstraße entfernt.
Das Objekt wurde am 23. März 1903 von Max Wolf entdeckt.